# Jana (sångare)
Jana (serbisk kyrilliska: Јана), född 15 mars 1974 i Pristina som Dragana Stanojević (Драгана Станојевић), är en serbisk folksångerska.
Hon började sin karriär 1998 med albumet "Sokolica". Redan 1999 släppte hon sitt andra album, "Prolaznica". Sedan kom "Ostavi mi drugove" år 2000, "Prevara do prevare" 2001 och "Nek sama večera" 2002.
Hon flyttade till München i Tyskland i oktober 1997, där hennes make Ivan Todorović (Ивaн Тодоровић) grundade ett skivbolag, VIP Production, vilket han fortfarande äger och driver. I december 2003 släpptes Janas sjätte album, "Jana 2003/Jana 6" genom VIP Production. 2004 släpptes ett livealbum, "Jana LIVE", och 2005 släpptes hennes sjunde och senaste album, "Jana 2005/Jana 7".
Vid nyår 2005 uppträdde hon i Sölvesborg i Sverige tillsammans med Šeki Bihorac.

## Diskografi
- 1998 - Sokolica
- 1999 - Prolaznica
- 2000 - Ostavi mi drugove
- 2001 - Prevara do Prevare
- 2002 - Jana 5
- 2003 - Koje li su boje njene oči
- 2005 - Crna Kutija
- 2007 - Kući Kući